# 메멘토모리 (영화)
"메멘토모리"는 2018년에 개봉한 대한민국의 영화이다. 

## 캐스팅
- 황승언: 도희 역
- 재희 : 민수 역
- 김호정 : 윤희 역
- 차순배 : 준병 역
- 고규필 : 치섭 역
- 박선준 : 동규 역
- 조수지 : 어린 하정 역
- 정민규 : 도윤 역
- 이종우 : 도박꾼 1 역
- 신용훈 : 도박꾼 2 역
- 노성균 : 도박꾼 3 역
- 임소미 : 이발소 아가씨 역
- 김요한 : 형사 1 역
- 이종길 : 형사 2 역
- 주예은 : 아나운서 역
- 변주원 : 아이 (목소리) 역
- 이문식 : 형사반장 역 (특별출연)